# Latarnia morska Bull Point
Latarnia morska Bull Point – latarnia morska położona około półtora kilometra na północ od wsi Mortehoe w Devon. 
Pierwsza latarnia została zbudowana w 1879 roku przez Trinity House. Stało się tak po petycji okolicznych mieszkańców i właścicieli statków wysłanej w 1850 roku. Latarnia działała nieprzerwanie przez 93 lata. W 1960 roku została zelektryfikowana. 18 września 1972 roku ówczesny latarnik zgłosił ruchy skał, na których postawiona była latarnia. 24 września 1972 roku odpadł duży fragment klifu, a inna jego część osunęła się, powodując częściowe zawalenie siłowni. Latarnia nie nadawała się do użytku. Na dwa lata postawiono wieżę świetlną i rozpoczęto prace nad budową nowej latarni, przesuniętej bardziej w głąb lądu. Nowa 11-metrowa latarnia, w której wykorzystano wyposażenie poprzedniczki, została oddana do użytku w 1974 roku. W 1975 roku latarnia została zautomatyzowana. Trzy buczki mgłowe zostały wyłączone w 1988 roku.
Zasięg światła wynosi 20 Mm. Obecnie stacja jest monitorowana z Trinity House Operations & Planning Centre w Harwich.